# Зибликевич, Миколай
Граф Миколай Зибликевич (28 ноября 1823, Старый Самбор, Австрийская империя — 16 мая 1887, Краков, Австро-Венгрия) — польский и австро-венгерский общественный деятель, консервативный политик, посол (депутат) (с 1861) и председатель Галицкого краевого сейма (1881—1886). Президент Кракова (1874—1881). Юрист. Доктор наук. Почётный гражданин Кракова и Львова.

## Биография
Украинец. Греко-католик. Сын кожевника.
В 1846 году окончил философский факультет Львовского университета.
В 1849—1851 годах изучал право в Ягеллонском университете.
В октябре 1851 получил докторскую степень. С 1855 года — адвокат. Работал юридическим советником города Кракова, в частности, боролся за возвращение польского языка в школы и государственные учреждения.
В 1861 году избран послом (депутатом) Галицкого краевого сейма во Львове. Участник Польского восстания 1863 года.
В 1866 году избран членом городского совета Кракова.
В 1874—1881 годах дважды был избирался президентом (мэром) Кракова. Будучи мэром стал инициатором многих новаций, в частности, построения крипты заслуженных на Скалке, реставрации выдающегося памятника средневековья — Сукенниц (Суконные ряды (Краков)), создание Национального музея в Кракове, строительства комплекса сооружений для пожарной службы и др.

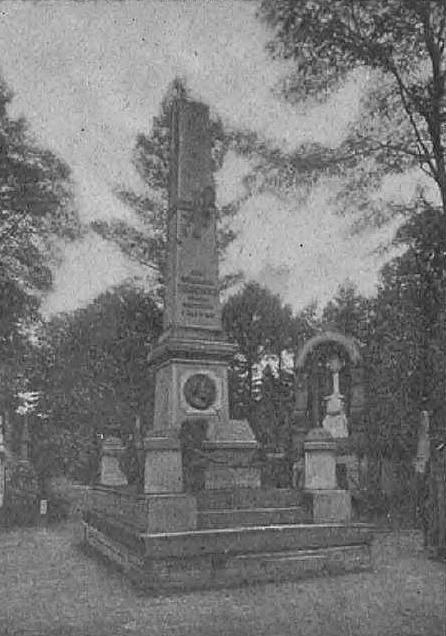
Памятник на могиле М. Зибликевича на Раковицком кладбище Кракова

В феврале 1881 Совет Кракова предоставил ему почётное гражданство города, а в апреле 1884 года за заслуги перед городом он получил почётную награду — ценную карабелу (особый тип сабли).
В 1881—1886 годах Зибликевич был маршалом (спикером) Галицкого краевого сейма. Инициатор строительства дороги вдоль ущелья р. Дунаец от Щавницы до Красного монастыря.
Император Франц Иосиф I пожаловал ему титул графа. В ноябре 1886 года стал почётным гражданином города Львова .
В ноябре 1886 года, вернувшись из Львова в Краков, заболел и умер от воспаления лёгких. Похоронен на Раковицком кладбище Кракова. Надгробие было возведено на средства города Кракова.
В современной историографии города Старый Самбор имя М. Зибликевича не пользуется популярностью — его считают чисто польским политиком. В городе есть улица Зибликевича, но отсутствует музей графа или какие-то другие упоминания о нём.

## Память
- В 1885 году в честь Зибликевича был назван канал между Дунайцем и Вислой в Домбровском повяте (теперь — Малопольское воеводство).
- В центре Кракова в конце XIX века был установлен памятник Зибликевичу, как одному из самых выдающихся президентов города Кракова.
- В 1887 г. по предложению Совета Кракова магистрат назвал одну из улиц в центре Кракова в честь Зибликевича.
- В досоветском Львове часть нынешней улицы Ивана Франко носила имя М. Зибликевича, также и в Бучаче (ныне улица Леси Украинки).
- До 1991 г. в честь его был назван один из Вислинских бульваров Кракова .